# Auweia!
Auweia! ist eine deutsche Punkband, die 2004 in Köln gegründet wurde. Auweia! spielen Deutschpunk im Sinne der 1980er Jahre und touren durch ganz Europa.

## Geschichte
Auweia! wurde 2004 von Norbert, Eisenhaken, Ullah, Siwin und Nico gegründet. Nico stieg 2005 aus und wurde durch Emma am Bass ersetzt. 2012 stieg Eisenhaken aus und überließ die Funktion des Schlagzeugers fortan Dr. Dominik Dauerlachs. Siwin spielte auf allen Aufnahmen die zweite Gitarre blieb aber der einzige der Musikanten, der nur im Studio agierte. Auf dem Resist to Exist Festival 2013 sprang er für Norbert ein. Seine einzige Liveperformance mit der Band bisher. Auf dem Pestpocken Festival 2022 formiert die Band sich nochmal neu und spielt zu fünft mit zwei Gitarren.
Die Band veröffentlichte 2005 eine Kassette mit 4-Spur-Aufnahmen, die im damaligen Proberaum im Katharinengraben aufgenommen wurde. 2006 folgte das zweite Demotape, das mit der befreundeten Band t.o.d. aus Düsseldorf produziert wurde und auf dem sich beide Bands eine Seite teilen.
2010 folgte das Debütalbum There’s No Freedom, There’s nur Scheiße, welches im Chaos A.D. Studio von Tom Kornis aufgenommen wurde.
2012 steuerten Auweia! ein Lied zum 15 Jahre asozial Tributesampler bei, der zum 15-jährigen Bandjubiläum der Band Pestpocken veröffentlicht wurde.
2013 wurden in den Werner Wiese Studios ein Beitrag für die Geburtstags-Single des Plastic Bombs aufgenommen, auf der auch noch die Bands Modern Pets, Oi Polloi, Eisenpimmel und Sniffing Glue vertreten waren, sowie drei neue eigene Lieder und ein Cover der italienischen Band Gas-Attack, welche auf 2 Split-Singles mit den Bands Placebotox aus Utrecht und Gas-Attack aus Rom veröffentlicht wurden.
Auweia! sind auf dem von der Bundesprüfstelle für jugendgefährdende Schriften indizierten  Chaostage – We Are Punks! (Soundtrack) von Tarek Ehlails Kinofilm Chaostage – We Are Punks!, mit den Songs Maschinengewehr und Punk, aller! vertreten. Bei Maschinengewehr handelt es sich um eine Coverversion der Gruppe 7. Laengengrad Ost aus Saarbrücken, einer Jugendband von Regisseur Tarek Ehlail; Punk, aller! wurde mit technischer Raffinesse umgeändert und ist hier in einer anderen Version als üblich zu finden. Im Kinofilm spielt Ullah zudem eine der Hauptrollen als Punker Didi.

## Diskografie
- 2005: Wieviel Scheiße soll’n wir fressen (Cassette)
- 2006: Split mit t.o.d. (Cassette)
- 2007: Live in Bremen (CD)
- 2008: Großer Bruder und Punk, Aller! auf Start the Fire (Kompilation, Maniac Attack Records)
- 2009: Chaostage – We are Punks OST mit den Songs Maschinengewehr, Punk, aller! (Kompilation, Nix Gut Records)
- 2010: There’s No Freedom, There’s nur Scheiße (Album, Maniac Attack Records)
- 2012: Schwarzer Tag auf dem Tribute to Pestpocken (Maniac Attack Records)
- 2013: Plastic Bomb auf dem Plastic Bomb Geburtstags-Sampler
- 2014: Split mit Placebotox (EP, Maniac Attack Records)
- 2018: Kaskade der Irre (7" EP)